# Coregonus restrictus
Coregonus restrictus es una especie de pez de la familia Salmonidae en el orden de los Salmoniformes.

## Distribución geográfica
Se encontraba en Europa: lago Morado (Suiza).